# Second Half
Second Half는 가수 조성모가 2005년 11월 8일에 6.5집인 Classic1+1 Grand featuring 이후 약 4년간의 긴 공백기를 깨고 발매한 음반이며, 조성모의 7번째 정규 앨범이다. 이 앨범의 타이틀곡은 더블 타이틀곡으로서 행복했었다와 그녀를 잘 부탁합니다이다. 2009년 4월 9일 발매되었다. 총 12곡이 수록되어 있다.

## 수록곡
1. 그 사람 : 작사:윤사라 / 작곡:강현민 / 편곡:김형석
2. 이야기 : 작사:양재선 / 작곡:김형석 / 편곡:김형석
3. 설탕 : 작사:매드소울차일드 / 작곡:매드소울차일드 / 편곡:류영민
4. 너에게로 가는 길(Feat. J) : 작사:조은희 / 작곡:박주원 / 편곡:박주원
5. Title - 그녀를 잘 부탁합니다 : 작사:윤경 / 작곡:황찬희 / 편곡:류영민
6. 그댈 위한 나의 노래 : 작사:정지찬 / 작곡:정지찬 / 편곡:정지찬
7. Title - 행복했었다(feat. 이주한) : 작사:하정호 / 작곡:하정호 / 편곡:하정호
8. 사랑의 역사 : 작사:윤종신 / 작곡:윤종신, 이근호 / 편곡:이승환
9. 아팠잖아 : 작사:윤사라 / 작곡:이승환 / 편곡:이승환
10. Transistor(My Old Friend) : 작사:에코브릿지 / 작곡:에코브릿지 / 편곡:에코브릿지
11. 널 사랑하는걸 : 작곡:전준규 / 편곡:류영민
12. 설탕(Mad Soul Child Remix) : 작사:매드소울차일드 / 작곡:매드소울차일드 / 편곡:찬우

## 같이 보기
- 조성모